# منگولیا گواتاپنسیس
منگولیا گواتاپنسیس (نام علمی: Magnolia guatapensis) نام یک گونه از سرده مگنولیا است.